# Овчарица
Вижте пояснителната страница за други значения на Овчарица.
Овчарица е река в Южна България – Област Сливен, община Нова Загора, област Ямбол, община Тунджа и Област Стара Загора, общини Раднево и Гълъбово, ляв приток на река Сазлийка, от басейна на Марица. Дължината ѝ е 72 km, която ѝ отрежда 45-о място сред реките на България. Река Овчарица е най-големият приток на река Сазлийка.
Река Овчарица извира на 310 m н.в. от Светиилийските възвишения, на 1 km източно от връх Острата вила (Острия чатал) (416 m, най-високата точка на възвишенията). До село Златари тече в дълбока долина, след което навлиза в Горнотракийската низина. До вливането си в язовир „Овчарица“ тече на юг, а след това на югозапад, като преминава през откритите рудници на „Марица-Изток“, където коритото ѝ е изцяла коригирано. Влива се отляво в река Сазлийка от басейна на Марица на 94 m н.в., на 1,3 km югозападно от село Любеново, община Раднево.
Площта на водосборния басейн на Овчарица е 636 km2, което представлява 19,6% от водосборния басейн на Сазлийка. Основни притоци: → ляв приток; ← десен приток.
- → Бабушинска река
- → Куртева река
- → Халилдере (влива се в язовир „Овчарица“)
- → Лейлекдере (влива се в язовир „Овчарица“)
- ← Скендердере (влива се в язовир „Овчарица“)
- → Голямата река (влива се в язовир „Овчарица“)
- ← Акбунар (най-голям приток, влива се в язовир „Овчарица“)
- ← Лозенска река
- ← Селската река
- ← Юртска река
- → Реката
- → Голямата река
- ← Селската река

Речният режим на подхранване е с плувиален характер, което определя ясно изразен пролетен максимум на оттока – януари-май, а минимумът – юли-октомври.
По течението на реката са разположени 3 села:
- Област Сливен

- Община Нова Загора – Прохорово;

- Област Стара Загора

- Община Раднево – Ковачево, Трояново.

В горното течение водите на реката се използват за напояване – язовир „Прохорово“ и др., а в долното – за промишлено водоснабдяване на ТЕЦ-вете в „Марица-Изток“ – язовир „Овчарица“

## Топографска карта
- Лист от карта K-35-53. Мащаб: 1 : 100 000.
- Лист от карта K-35-64. Мащаб: 1 : 100 000.
- Лист от карта K-35-65. Мащаб: 1 : 100 000.